# 廣瀬健二
廣瀬 健二（ひろせ けんじ、1950年 - ）は、日本の法学者・元判事。立教大学大学院法務研究科教授。

## 略歴
- 1972年 - 司法試験合格
- 1973年 - 立教大学法学部卒業
- 1975年 - 横浜地方裁判所判事補任官
- 1985年 - 東京地方裁判所判事
- 1987年 - 水戸家庭裁判所判事
- 1992年 - 横浜地方裁判所判事
- 1995年 - 前橋地方裁判所部総括判事
- 1999年 - 東京高等裁判所判事
- 2002年 - 横浜地方裁判所部総括判事
- 2005年 - 立教大学大学院法務研究科教授

## 著書
- 『子どもの法律入門 - 臨床実務家のための少年法手引き』（金剛出版、2005年10月）

| スタブアイコン | サブスタブ | この項目は、まだ閲覧者の調べものの参照としては役立たない、人物に関連した書きかけの項目です。この項目を加筆・訂正などしてくださる協力者を求めています（P:人物伝/PJ:人物伝）。 |